# Obolcola deocellata
Obolcola deocellata là một loài bướm đêm trong họ Geometridae.